# Cotinga de Weber
La cotinga de Weber (Lipaugus weberi) és una espècie d'au passeriforme pertanyent al gènere Lipaugus de la família Cotíngids. És endèmica de Colòmbia.

## Distribució i hàbitat
S'ha trobat únicament als boscos del nord i nord-est de la Serralada Central dels Andes (a l'est de Valle Nechí a Antioquia). Inicialment coneguda en amb prou feines cinc zones de la regió, ara és registrada en 16 localitats, als municipis d'Anorí i Amalfi.
Aquesta espècie és considerada rara i molt local en el seu hàbitat natural, l'estrat mitjà i el dosser arbori de boscos muntans entre els 1500 i 1800 m d'altitud.

## Descripció
El cos del mascle mesura de mitjana 24,8 cm de longitud i el de la femella 23,9 cm; la cua del mascle 10,4 cm i la de la femella 10,7 cm; l'envergadura de les ales, 13,1 cm en el mascle i 12,5 cm en la femella, la qual cosa demostra un dimorfisme sexual, en el qual són una mica més grosses la cua de la femella i les ales i el cos del mascle. El plomatge és gris fosc uniforme, però presenta una corona amb plomes de color castany que en perllongar-se fins a sobre del clatell acaba en una capa marró òxid. El seu anell ocular és groc. Cap a cua al final de l'esquena es presenten tons de color marró olivaci. La cua és d'un color marró grisenc. El ventre llueix gris platejat i sota la cua les plomes són de color canyella. Les potes són grises i per sota grogues. Pesa al voltant de 72 g.

## Estat de conservació
Aquesta espècie ha estat qualificada críticament amenaçada d'extinció per la Unió Internacional per a la Conservació de la Naturalesa (IUCN) l'any 2015, a causa que la seva molt petita població total, no quantificada, però estimada amb precaució entre 50 i 250 individus, se sospita que està decaient moderadament. Està confinada en una àrea de selva de només 800 km² i aquest hàbitat està subjecte a una ràpida desforestació i fragmentació, la qual cosa faria declinar la població en 30 % en 10 anys.

## Comportament
Prefereixen viure solitaris encara que de vegades se'ls troba en parella o buscant aliment en grups que inclouen individus d'altres espècies.

### Alimentació
S'alimenten principalment de baies, per exemple de Myrsine coriacea i ocasionalment també d'invertebrats.

## Sistemàtica

### Descripció original
L'espècie L. weberi va ser descrita per primera vegada pels ornitólogos Andrés M. Corb, Paul G.W. Salaman, Thomas M. Donegan & José M. Ochoa en 2001 sota el mateix nom científic; localitat tipus «Reserva La Forçosa, Sendera Roure A dalt, prop de 10 km sud-oest de la ciutat de Anorí, Departament de Antioquia, Colòmbia (6°59'58.3"N;
75°08'33.5"O; 1550 m)». L'holotip, un mascle adult, es troba dipositat en la col·lecció ornitològica de l'Institut de Ciències Naturals, Museu d'Història Natural (ICN-MHN) de la Universitat Nacional de Colòmbia, sota el número 33412.

### Etimologia
El nom genèric masculí «Lipaugus» deriva del grec «lipaugēs»: fosc, abandonat per la llum; i el nom de l'espècie «weberi», commemora al ornitòleg i conservacionista colombià Walter H. Weber.

### Taxonomia
Probablement aquesta espècie sigui parenta proper del Lipaugus fuscocinereus. És monotípica.